# 萨莱勒卡巴代斯
萨莱勒卡巴代斯（法語：Sallèles-Cabardès，法語發音：[salɛl kabaʁdɛs] ⓘ）是法国奥德省的一个市镇，位于该省北部，属于卡尔卡松区。

## 地理
萨莱勒卡巴代斯（43°19'26"N, 2°25'11"E）面积6.82 平方千米，位于法国奧克西塔尼大區奥德省，该省份为法国南部沿海省份，北起塔恩省，西北接上加龙省，西接阿列日省，南至东比利牛斯省，东临地中海，东北与埃罗省接壤。
与萨莱勒卡巴代斯接壤的市镇（或旧市镇、城区）包括：利穆西、特拉萨内勒、维勒格利、米内尔瓦新城、奥尔比耶勒河畔孔克、萨尔西涅。

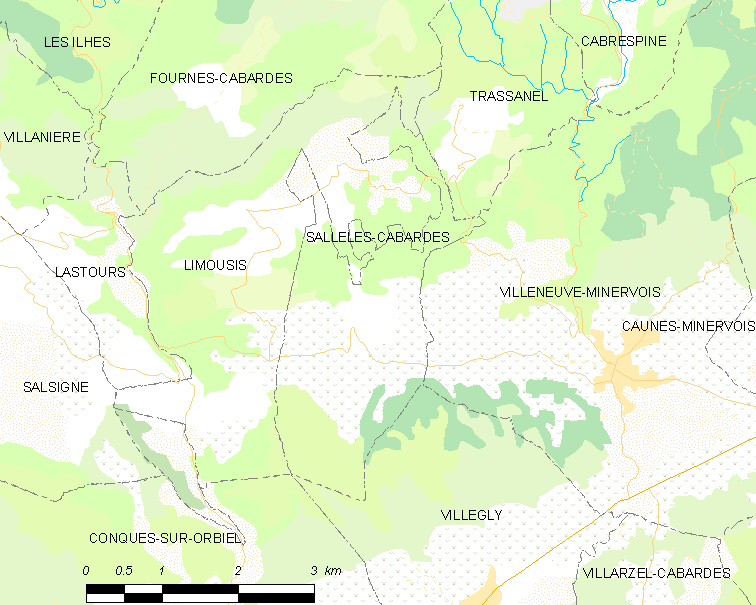
萨莱勒卡巴代斯的OSM定位图

萨莱勒卡巴代斯的时区为UTC+01:00、UTC+02:00（夏令时）。

## 行政
萨莱勒卡巴代斯的邮政编码为11600，INSEE市镇编码为11368。

## 政治
萨莱勒卡巴代斯所属的省级选区为上密涅瓦县。

## 人口

1962-2008年间萨莱勒卡巴代斯人口变化图示

萨莱勒卡巴代斯于2022年1月1日时的人口数量为117人。